# 黑边铁角蕨
黑边铁角蕨（学名：Asplenium speluncae）为铁角蕨科铁角蕨属下的一个种。

## 扩展阅读
- 維基物種上的相關：黑边铁角蕨